# Nothing Is Real but the Girl
Nothing Is Real but the Girl è un singolo del gruppo musicale statunitense Blondie, pubblicato nel 1999 ed estratto dall'album No Exit.
Il brano è stato scritto dal tastierista Jimmy Destri e prodotto da Craig Leon.

## Tracce
- CD 1 (UK)

1. Nothing Is Real but the Girl (Boilerhouse Mix) - 3:29
2. Nothing Is Real but the Girl (Danny Tenaglia Club Mix) - 9:47
3. Nothing Is Real but the Girl (Danny Tenaglia Instradub) - 5:33

- CD 2 (UK)

1. Nothing Is Real but the Girl (Radio Remix With Alternate Intro) - 3:27
2. Rip Her to Shreds (Live) - 3:32
3. Maria (Live) - 5:10